# کایروسافت
کایروسافت (انگلیسی: Kairosoft) شرکت بازی ویدئویی ژاپنی است، که در سال ۱۹۹۶ تأسیس شد.